# Henri Alexandre Antoine de Dompierre de Jonquières
Henri Alexandre Antoine de Dompierre de Jonquières (3. august 1816 på Folehavegård – 21. september 1879 i Bad Oeyenhausen i Westfalen) var en dansk officer i artilleriet, bror til Jean André Frédéric og Godefroi Chrétien de Dompierre de Jonquières.

## Baggrund
Han var en søn af Frédéric-Anne de Dompierre de Jonquières (1777-1820) og Anna Hedevig f. Høyer og fødtes 13. august 1816 på Folehavegård, som hans fader efter at være udvandret fra Holland havde købt. Han blev søkadet 1831, men på grund af nærsynethed opgav han søen i 1833 og kom året efter ind på Den kongelige militære Højskole. Efter afgangen herfra 1838 blev han sekondløjtnant i artilleriet og ansattes ved 1. artilleriregiment, men havde allerede vist så fremragende evner, at han i 1842 valgtes til J.S. Fibigers efterfølger som lærer i artilleri ved højskolen; 2 år forinden var han blevet premierløjtnant. Hans virksomhed som lærer var dog kun kortvarig, idet både han og Frederik Læssøe uden videre afskedigedes i 1845, samtidig med at ældste klasse midlertidig lukkedes. Man ville dog gerne ansætte Jonquières på ny, men denne, som med god grund følte sig meget forurettet, ville ikke skille sin sag fra Læssøes og nægtede at efterkomme opfordringen, indtil artilleriet omsider bevægede ham til endnu at læse et kursus, imod at en yngre officer (C.E. Reich) designeredes til posten og sendtes udenlands for at uddanne sig. Jonquières benyttede derimod sit ufrivillige otium til på egen bekostning at berejse Sverige, Tyskland, Schweiz, Italien, Frankrig, Belgien og Holland fra juni 1845 til juni 1846.

## Treårskrigen
I 1848 forlod Jonquières højskolen, blev kaptajn og tilsynshavende ved fabrikationen af forskelligt artillerimateriel, men kom heldigvis i april til tjeneste ved 7. batteri, ved hvilket han i Slaget ved Nybøl og ved Dybbøl lagde megen praktisk dygtighed og et ualmindeligt mod for dagen. Samme år blev han Ridder af Dannebrog og i 1856 Dannebrogsmand. I de følgende 2 krigsår virkede han selvstændig som kommandør for 9. batteris ene halvbatteri såvel ved Fredericia som ved Isted og udmærkede sig på ny. Efter krigen blev Jonquières medlem af Artilleri- og konstruktionskommissionen og af flere andre kommissioner, ligesom han også i vinteren 1851-52 holdt foredrag i artilleri for artilleriets officerer, men det var først, da han i slutningen af 1853 afløste C.C. Lundbye som konstruktør ved artilleriet, at hans rige evner fuldt kunne udvikle sig, idet mange forskellige opgaver forelå. Han havde allerede samme år offentliggjort Undersøgelser betræffende Skydning, især med Hensyn til det svære Skyts, og i 1855 begyndte han på udarbejdelsen af Ballistiske Tabeller for de danske Projektiler, hvilket omhyggelige arbejde udkom 1857, ledsaget af en forklaring samt bemærkninger til skydetabellerne. Hans nøje kendskab til skydningens teori fremgår også af andre arbejder, optaget i Tidsskrift for Krigsvæsen, bl.a. Om Projektilers Bevægelse i Vindbøssen (1857) og Om nogle nyere Forslag til at forøge Skudsikkerheden (1858), medens han, efter i vinteren 1855-56 at være sendt til de allieredes hovedkvarter ved Sebastopol for at gøre sig bekendt med belejringsarbejderne, skrev Betragtninger over Sebastopol Belejring. Tidsskrift for Søvæsen 1858 bragte Nogle Ord om Flaaden, der gav anledning til en polemik i tidsskriftet og i pressen. Den vigtigste opgave, som forelå, var tilvejebringelsen af riflet skyts, hvormed der allerede i 1853 var anstillet forsøg, men navnlig efter at franskmændene i felttoget 1859 var optrådte med en riflet feltkanon, gjaldt det om snarest at tilvejebringe en sådan. Som det mest virksomme medlem af riffelskytskommissionen konstruerede Jonquières en riflet 4 punds feltkanon efter fransk system, først ved at udbore 3-pundige bronzekanoner, senere af støbejern; ligeledes konstruerede Jonquières 12 punds fæstningskanoner, dels af støbejern, dels af bronze, og andet riflet skyts, således at det skyldes ham, når vi under krigen 1864 havde et ikke ringe antal riflede felt- og fæstningskanoner. Ved siden af denne betydelige virksomhed benyttedes Jonquières, der i 1860 fik majors karakter, som konsulent i søbefæstningssagen, idet Københavns Søbefæstning ved lov af 1858 betydelig udvidedes, ligesom han også blev medlem af Søbefæstningskommissionen til at afgive betænkning over den approberede plan. Marinen benyttede ligeledes hans tjeneste, idet han 1860 var medlem af en kommission til bedømmelse af den whitworthske kanon og fra 1863-65 var medlem af en kommission, der skulle anstille forsøgsskydninger mod panserplader. Jonquières, som 1863 blev virkelig major, udsendtes desuden på flere tjenesterejser, således i 1861 til England og i 1863 til Sverige, hvor vore nye riffelkanoner fabrikeredes.

## 2. Slesvigske Krig
Krigen 1864 bragte ham en hel ny virksomhed, idet han blev ansat i den højstbefalende artilleriofricers, general Lüttichaus, stab og som sådan var med ved Dannevirke. I februar blev han stabschef ved artillerikommandoen i Dybbølstillingen, og 22. marts, efter oberst Carl Ulrik Emil Haxthausens afgang på grund af sygdom, stilledes han i spidsen for artilleriforsvaret. I denne stilling vandt han sig et navn, som sent vil glemmes. han besad en pligttroskab og en brændende fædrelandskærlighed, som aldrig fornægtede sig, og frem for alt et aldeles ubøjeligt, roligt mod, der intet øjeblik svigtede ham. Hans uforfærdethed var af en art, som er sjælden selv blandt tapre mænd, thi han var rolig i fjendens ild, ikke alene når andres øjne vogtede på ham, men også når han daglig gik sin ensomme vandring fra skanse til skanse for at træffe bestemmelse om, hvad der på hvert sted skulle foretages, og for at opmuntre sine artillerister, som snart lærte at skatte den stille, tilbageholdne, fordringsløse foresatte, der først tænkte på andre, sidst på sig selv. Han var således aldrig til at formå til at tage en adjudant eller blot en ordonnans med på disse vandringer, fordi han ikke unødvendig ville udsætte dem for fare, skønt han derved udsatte sig for at blive liggende hjælpeløs på marken, hvis en af fjendens projektiler havde ramt ham. Som alvorlig kristen lagde han imidlertid sit liv i Guds hånd, og en konstabel udbrød også en dag, da Jonquières uforfærdet passede sin dont under fjendens voldsomste ild: "Han ser ud som en Mand, der er i Kirke og vil gaa til Alters". Efter stormen på Dybbøl var Jonquières også blandt dem, som forlod Sundevedssiden med det sidste broled. Det eksempel på mod og uforfærdethed, som Jonquières gav sine underordnede, har sikkert bidraget meget til, at "Artilleriet ved Dybbøl gjorde sin Pligt til det yderste", således som dommen lyder i generalstabsværket om krigen 1864, uagtet navnlig fæstningsartilleriet var svagt udrustet med faste befalingsmænd og mandskabet lidet uddannet. Allerede 17. april, dagen førend stormen, benådedes Jonquières med Kommandørkorset af Dannebrog af 1. grad. Hvad han havde udrettet, fremgår i øvrigt bedst af hans skrift: Bemærkninger om det danske Artilleri samt om dets deltagelse i Krigen 1864 (1865), hvilket er fremkommet for "at berigtige fejlagtige Bedømmelser om det Standpunkt, hvorpaa Artilleriet i Danmark befinder sig, og den deraf udledte Underlegenhed, Armeen skulle have befundet sig i under den sidste Krig". Det lille skrift giver tillige en god oversigt over forfatterens egen virksomhed som konstruktør inden krigen.

## Arbejde for artilleriet
Efter Dybbøls fald var Jonquières en kort tid artillerikommandør på Als, men kaldtes derefter, til trods for overkommandoens indsigelse, af Krigsministeriet til København for atter at overtage konstruktionsvirksomheden. Det følgende år blev han imidlertid oberstløjtnant, kommandør for artilleristaben og straks efter oberst samt chef for det kgl. artilleri, fungerende overtøjmester mm. I 1866 forfremmedes han til generalmajor og var medlem af den forsvarskommission, hvis forslag dannede grundlaget for Hærloven af 1867, ved hvis gennemførelse Jonquières blev general, generalinspektør for artilleriet mm. samt i 1868 generalinspektør for søartilleriet. Som sådan udøvede Jonquières atter en betydelig indflydelse, om end hans stilling ingenlunde var let, da man i artilleriet var noget misfornøjet med den beskedne stilling, som Hærloven af 1867 anviste våbenet. Denne misnøje kom til orde, da Jonquières, efter at krigen 1870-71 havde vist bagladekanonens overlegenhed over forladekanonen, ikke straks ville søge den erstattet. Det må dog regnes ham til fortjeneste, at han ventede med indførelsen af en 9 cm's Kruppsk bagladekanon til 1876, da spørgsmålet først var modent til afgørelse. I øvrigt fremmede han tilvejebringelsen af riflet panserskyts af støbejern, såvel forlade- som bagladekanoner.

## Politiker
I 1870 valgtes Jonquières til landstingsmand for København, et hverv, som han omfattede med sjælden interesse og samvittighedsfuldhed; han opnåede derved og på grund af sin faste karakter og liberale anskuelser en betydelig indflydelse. Han sad på tinge til sin død.

## Hæder
Jonquières benådedes i 1878 med Storkorset af Dannebrog, og ligesom krigsbestyrelsen påskønnede hans fortjenester, erhvervede han sig også sine undergivnes agtelse og hengivenhed, uden at bejle til den, ved en høj grad af retfærdighedsfølelse i sin styrelse. For at søge lindring mod en langsomt forløbende sygdom tog han i 1879 til badestedet Oeyenhausen i Westfalen, men døde her 21. september.
Senere opstillede artilleriets officerer og underofficerer hans buste i marmor på Tøjhuset i København som sidestykke til busten af general Fibiger. Til Frederiksborgmuseet maledes hans billede (1853 og 1882) af Frederik Vermehren. Sidstnævnte er gengivet i træsnit 1886 af H.P. Hansen. Litografi fra F.E. Bording 1864. Træsnit af Nielsen 1866 efter tegning af Bernhard Olsen.
Jonquières var en stille, noget tilbageholden og tungsindig natur, og han forblev også ugift. Han er begravet på Assistens Kirkegård.